# Kirkkokari
Kirkkokari (que en finés quiere decir: "Islote de la Iglesia") es una pequeña isla en el Lago Köyliö en la Municipalidad Köyliö de Satakunta, parte del país europeo de Finlandia. Es el único lugar de peregrinación católico en Finlandia y uno de los pocos en los países nórdicos. El islote de 0,30 hectáreas también se conoce como la Isla de San Enrique.
Según una vieja leyenda, San Enrique de Upsala fue asesinado en el hielo del lago Köyliö cerca a Kirkkokari en enero del año 1156. Durante el siglo XIII la isla se convirtió en un lugar de peregrinaje para los católicos. Fue bautizada así por una capilla que se construyó en la isla en el siglo XIV.